# Maria Isabella van Beieren-Schagen

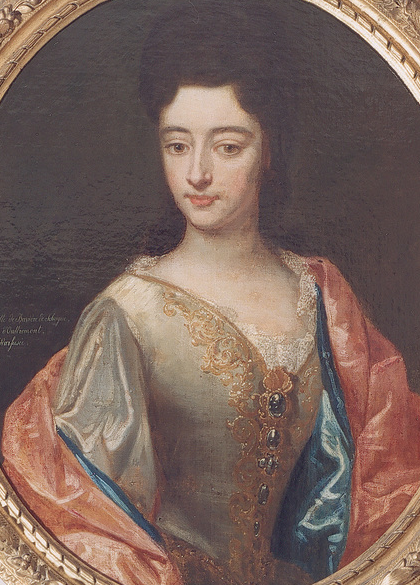

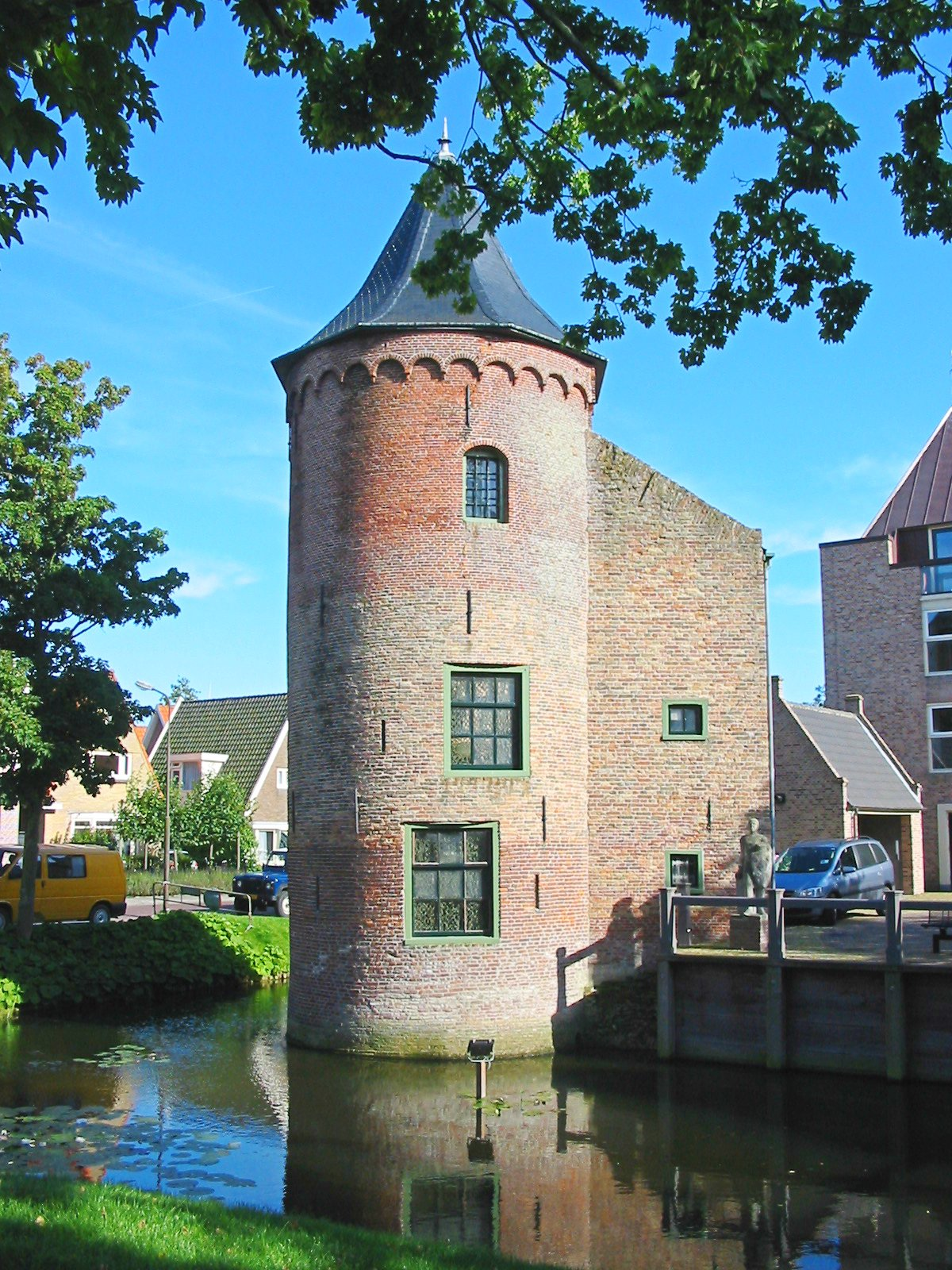
Kasteel Schagen

Maria Isabella van Beieren-Schagen (Den Haag, 28 oktober 1677 – Warfusée, 29 juli 1733) 12e vrouwe van Schagen, Schagerkogge, Burghorn, Wognum en Warmond was de dochter van Floris Carel van Beieren-Schagen en Jacoba Maria van Wassenaar. Als laatste afstammeling van het geslacht Van Beieren-Schagen erfde zij onder andere het graafschap Warfusée, dat door haar huwelijk in 1707 overging op de graven van Oultremont. 

## Huwelijk
Na het overlijden van haar broers Diederik Thomas van Beieren-Schagen, Johan van Beieren-Schagen en Karel Joseph van Beieren-Schagen, die alle drie sneuvelden in de Slag bij Ramillies op 23 mei 1706, werd zij vrouwe van Schagen. Hierdoor werd zij een geschikte huwelijkskandidaat. Paul Emil graaf van Oultremont, baron van Han-sur-Lesse en heer van Lamine en Chevetogne uit het land van Luik dong om haar hand en op 30-jarige leeftijd trouwde zij met hem. 
Uit haar huwelijk zijn de volgende kinderen geboren:
- Jean-François-Georges d'Oultremont, gehuwd met Maria Jacoba Tjarck de Waltha. Zij hadden negen kinderen.
- Karel Nicolaas Alexander d'Oultremont graaf van Oultremont en prins-bisschop van Luik.
- Floris van Oultremont graaf van Oultremont en Warfusée en 13e heer van Schagen van 1734 tot en met 1762. Hij trouwde met Anna Louisa Florentia gravin de Lannoy de Clerveaux
  - Louis Aftien Emile d'Oultremont en Warfusé graaf van Oultremont en Warfusée en 14e heer van Schagen van 1763 tot en met 1782.
  - Théodore Henri Antoine d'Oultremont en Warfusé graaf van Oultremont en Warfusée en 15e heer van Schagen van 1782 tot en met 1784.

## Brussel
Maria Isabella verhuisde van het kasteel Schagen naar het pand Brederodestraat 21 in Brussel, dat vanaf 1826 het permanente verblijf werd van de d'Oultremonts en thans het onderkomen is van de Koning Boudewijnstichting. Het kasteel Schagen geraakte in verval. Haar echtgenoot erfde in 1733 de heerlijkheid Schagen en het kasteel.
Met haar verhuisden acht portretschilderingen naar Brussel. Op deze schilderijen staan de portretten van:
- Anna van Assendelft (-1590), echtgenote van Jan van Schagen
- Jacoba van Beieren (1401-1436), gravin van Holland[1]
- Adriaen van Bronckhorst, 16e eeuw, maker anoniem
- Joost van Bronckhorst, heer van Bleiwijk en Rekenmeester te 's Gravenhage, (16e eeuw), maker anoniem
- Maria van Bronckhorst, ambachtsvrouw van de stad (17e eeuw), maker anoniem
- Nicolaes van Bronckhorst, heer van de stad (-1618), maker anoniem
- N. van Bronckhorst, geestelijke te Oudwijk, maker anoniem
- Willem van Bronckhorst (-1559), in 1554 als Jeruzalemvaarder, maker anoniem.[2]